# 分色稜鏡

一個組合的分色稜鏡

分色稜鏡能將光線分解成兩束不同波長（顏色）光。由一個或多個稜鏡依據二向色性光的波長選擇性或光學塗層的反射、折射組合而成，可以依序分解出需要的波長(顏色)。因此，稜鏡內部的某些表面被作為二向色性過濾器，在許多的光學儀器中作為光束分束器。
分色稜鏡的一種應用是用於高品質的數位攝影或作為攝錄像機。一種三色稜鏡組是由二個二向色性的稜鏡組合，可以分出紅色、綠色、和藍色的組合，因此可以作為CCD陣列。
圖示是這種設備的典型配置，一束光線射入第一個稜鏡（A），藍色成分的光束被低通濾鏡的塗層（F1）反射。藍光是波長短的高頻光，而波長更長的低頻光可以通過。藍光經由稜鏡另一面全反射後，由稜鏡A射出。其餘的光線進入稜鏡（B），然後被第二個塗層（F2）分裂，紅光被反射，而波長較短的光能夠穿透。紅光同樣經過稜鏡A和B之間的一個細小的空氣隙全反射，其餘的綠色成分的光線則進入稜鏡C。（請參閱薄膜光學）
像這樣的三色稜鏡組合也可以反過來應用在投影機上，將紅、綠、藍三色結合構成一幅彩色的圖像。